# Monuments nationaux de Banja Luka
Cet article recense les monuments nationaux situés sur le territoire de la ville de Banja Luka en Bosnie-Herzégovine et dans la république serbe de Bosnie. La liste établie par la Commission pour la protection des monuments nationaux compte 36 monuments nationaux inscrits sur la liste principale et 38 monuments inscrits sur une liste provisoire.

## Monuments nationaux
| Monument                                                            | Localité (éventuellement) | Géolocalisation              | Datation                                     | Commentaire éventuel                                                                           | Photo |
| ------------------------------------------------------------------- | ------------------------- | ---------------------------- | -------------------------------------------- | ---------------------------------------------------------------------------------------------- | ----- |
| Archives de la République serbe                                     |                           |                              |                                              | Fonds et collections                                                                           |       |
| Mosquée Arnaudija                                                   |                           | 44° 46′ 12″ N, 17° 10′ 54″ E | 1594-1595                                    | Site et ruines                                                                                 |       |
| Bains du quartier d'Ilidža                                          |                           |                              | Années 1980                                  | Station thermale                                                                               |       |
| Mosquée de Behram-bey                                               |                           | 44° 44′ 12″ N, 17° 09′ 30″ E | Fin du XVIe siècle ou début du XVIIe siècle  | Détruite en 1993 et reconstruite en 1999                                                       |       |
| Église Saint-Nicolas de Krupa na Vrbasu                             | Krupa na Vrbasu           |                              | XVIIIe-XIXe siècles                          | Église en bois                                                                                 |       |
| Église de l'Ascension de Kola                                       | Kola                      |                              | Fin du XVIIIe siècle                         | Église en bois                                                                                 |       |
| Église abbatiale Sainte-Marie-de-l'Étoile                           |                           | 44° 48′ 24″ N, 17° 13′ 29″ E | 1925-1926                                    |                                                                                                |       |
| Mosquée de Mehdi-bey Imamović                                       |                           | 44° 45′ 22″ N, 17° 10′ 38″ E | Début du XVIIe siècle                        | Détruite en 1993 et reconstruite en 2008                                                       |       |
| Mosquée de Fehrat-pacha                                             |                           | 44° 46′ 03″ N, 17° 11′ 14″ E | 1579                                         | Détruite en 1993 ; en cours de reconstruction                                                  |       |
| Mosquée de Gazanfer-bey                                             |                           | 44° 45′ 46″ N, 17° 11′ 19″ E | 1578                                         | Détruite en 1993 ; en cours de reconstruction                                                  |       |
| Mosquée de Hadži Zulfikar                                           |                           | 44° 44′ 12″ N, 17° 09′ 20″ E | Vers 1760                                    | Détruite en 1993 ; reconstruite entre 2003 et 2007                                             |       |
| Turbe de Halil-pacha                                                |                           |                              | XVIe siècle                                  | Turbe ; avec le cimetière                                                                      |       |
| Mosquée de Hadži Begzad                                             | Grab-Srpske Toplice       |                              |                                              | Cour intérieure (harem), avec 11 nişans (stèles ottomanes) et le sadirvan (fontaine)           |       |
| Mosquée de Hadži Kurt (Banja Luka)                                  | Lijeva Novoselija         |                              | XVIIe siècle                                 | Cour intérieure (harem), avec 18 nişans (stèles ottomanes)                                     |       |
| Mosquée de Hadži Omer (Dolačka džamija)                             | Dolac                     |                              | Début du XVIIe siècle                        | Cour intérieure (harem), avec 36 nişans (stèles ottomanes)                                     |       |
| Mosquée de Hadži Osman-bey (Hadži Osmanija džamija, Talina džamija) | Pobrđe                    |                              | Fin du XVIe siècle ou début du XVIIe siècle  | Cour intérieure (harem), avec 23 nişans (stèles ottomanes)                                     |       |
| Mosquée de Sofi Mehmed-pacha (Jama džamija)                         |                           |                              | 1554-1555                                    | Cour intérieure (harem), avec 26 nişans (stèles ottomanes)                                     |       |
| Mosquée de Sefer-bey (Pećinska džamija)                             | Pećina                    | 44° 45′ 57″ N, 17° 10′ 39″ E | Début du XVIIe siècle                        | Cour intérieure (harem), avec 28 nişans (stèles ottomanes)                                     |       |
| Mosquée de Hadži Salih (Stupnička džamija)                          |                           |                              | 1995                                         | Cour intérieure (harem), avec 21 nişans (stèles ottomanes)                                     |       |
| Maison natale de Nasiha Kapidžić Hadžić                             |                           |                              | Fin du XVIIIe siècle ou début du XIXe siècle | Maison historique                                                                              |       |
| Maison de Zehra Bahtijarević                                        |                           |                              | XIXe siècle                                  | Maison historique                                                                              |       |
| Monastère de Gomionica                                              | Kmećani                   | 44° 43′ 47″ N, 16° 54′ 37″ E | Fin du XVe siècle ?                          |                                                                                                |       |
| Théâtre national de la République serbe                             |                           | 44° 46′ 26″ N, 17° 11′ 36″ E | Années 1930                                  |                                                                                                |       |
| Nécropole de Šljivno                                                | Šljivno                   |                              | Moyen Âge                                    | Stećci (tombes)                                                                                |       |
| Maison de Đumišić Pacha                                             |                           |                              | XIXe siècle ?                                |                                                                                                |       |
| Banski dvor                                                         |                           |                              | 1931-1932                                    | Ancienne résidence des bans de la Banovine du Vrbas, il abrite aujourd'hui un centre culturel. |       |
| Mosquée de Hadži Perviz                                             |                           | 44° 45′ 30″ N, 17° 11′ 23″ E | XVIIe siècle                                 | Site historique ; détruite en 1993 ; en cours de reconstruction                                |       |
| Tour de l'horloge de Banja Luka                                     |                           |                              | Vers 1587                                    | Ruines et site                                                                                 |       |
| Maison Sokol de Banja Luka                                          |                           |                              | Première moitié du XXe siècle                | Lié au mouvement Sokol                                                                         |       |
| Monument aux combattants morts pour la Krajina de Bosnie            | Banj brdo                 |                              | 1948                                         |                                                                                                |       |
| Monument de Petar Kočić                                             |                           |                              |                                              |                                                                                                |       |
| Ancienne gare de Banja Luka                                         |                           |                              | XIXe siècle                                  | Elle abrite le Musée d'art moderne de la République serbe.                                     |       |
| Forteresse Kastel de Banja Luka                                     |                           |                              | Antiquité, Moyen Âge                         |                                                                                                |       |
| Collection de Draginja et Vojo Terzić                               |                           |                              | XXe siècle                                   | Dans la maison de la famille Terzić                                                            |       |
| Villa d'Emerich Pascolo                                             |                           |                              | Années 1930                                  |                                                                                                |       |
| Maison Šeranić                                                      |                           |                              | Fin du XVIIIe siècle                         |                                                                                                |       |

## Liste provisoire
| Monument                                                 | Localité (éventuellement) | Géolocalisation              | Datation           | Commentaire éventuel | Photo |
| -------------------------------------------------------- | ------------------------- | ---------------------------- | ------------------ | --- | ----- |
| Ensemble des rues Mladena Stojanovića et Kralja Petra    |                           |                              |                    | Ensemble architectural et environnemental                                                                                      |       |
| Banova palata                                            |                           | 44° 46′ 21″ N, 17° 11′ 28″ E | 1931-1932          | Ancien siège administratif de la banovine du Vrbas, il abrite aujourd'hui l'administration de la Ville de Banja Luka.          |       |
| Banova zgrada uprave                                     |                           |                              |                    | |       |
| Maison impériale                                         |                           |                              |                    | Ancien bâtiment du Commandement militaire de l'armée austro-hongroise ; abrite aujourd'hui les Archives de la République serbe |       |
| Chapelle Saint-Nicolas-Tavelić de Cerići                 | Ivanjska-Cerići           |                              |                    | Avec le cimetière |       |
| Chapelle Saint-Jacques de Presnaće                       | Debeljaci-Presnaće        |                              |                    | Avec le cimetière |       |
| Chapelle Notre-Dame-de-Lourdes de Derviši                | Derviši-Budžak            |                              |                    | |       |
| Église Sainte-Joseph de Česma                            | Česma-Marija Zvijezda     |                              |                    | |       |
| Chapelle Saint-Leopold-Bogdan-Mandić de Čivčije          | Čivčije-Motike            |                              |                    | |       |
| Rue Gospodska                                            |                           | 44° 46′ 16″ N, 17° 11′ 27″ E | XIXe siècle        | Ensemble architectural |       |
| Cimetière de Bijeda                                      | Bijeda-Barlovci           |                              |                    | |       |
| Banque hypothécaire de Banja Luka                        |                           |                              |                    | |       |
| Hôtel Palas                                              |                           |                              | 1933               | |       |
| Église de l'Assomption de Potkozarje                     | Ivanjska                  |                              | 1884               | Église catholique, avec la maison paroissiale                                                                                  |       |
| Monastère de Krupa na Vrbasu                             | Krupa na Vrbasu           | 44° 36′ 51″ N, 17° 08′ 10″ E | XIIIe-XIVe siècles | Dédié à saint Élie |       |
| Chapelle Saint-Jean de Marija Zvijezda                   | Marija Zvijezda           |                              |                    | Avec le cimetière |       |
| Chapelle de la Sainte-Croix d'Ojdanića Brdo              | Ojdanića Brdo-Barlovci    |                              |                    | |       |
| Chapelle du Cimetière des Moines de Petričevac           | Petričevac                |                              |                    | |       |
| Centre pastoral paroissial de Presnače                   | Presnače                  |                              |                    | |       |
| Église Saint-Élie de Priječani                           | Priječani-Marija Zvijezda |                              |                    | |       |
| Site archéologique de Ramići                             | Ramići                    |                              |                    | |       |
| Église Saint-Joachim-et-Sainte-Anne de Rebrovac          | Rebrovac-Presnače         |                              |                    | Avec le cimetière |       |
| Chapelle à Rekavice                                      | Rekavice                  |                              |                    | |       |
| Couvent des Sœurs-de-la-Miséricorde de Banja Luka        |                           |                              |                    | Avec l'école |       |
| Église de Šargovac                                       | Šargovac-Petričevac       |                              |                    | |       |
| Maison Sokol                                             |                           |                              |                    | |       |
| Vieille école élémentaire serbe de Banja Luka            |                           |                              |                    | |       |
| Stričići                                                 | Stričići                  |                              |                    | Le village |       |
| Fondations du couvent franciscain de Greben              | Krupa na Vrbasu           |                              |                    | Aujourd'hui église orthodoxe serbe                                                                                             |       |
| Chapelle Notre-Dame de Tunjice                           | Tunjice-Petričevac        |                              |                    | |       |
| Chapelle de la Nativité-de-la-Vierge-Marie de Valentići  | Valentići-Ivanjska        |                              |                    | Avec le cimetière |       |
| Église Saint-Roch de Visoka Glavica                      | Visoka Glavica-Ivanjska   |                              |                    | Avec le cimetière |       |
| Chapelle de l'Assomption-du-Christ de Vučica Gaj         | Vučica Gaj-Ivanjska       |                              |                    | Avec le cimetière |       |
| Église de Vujnović                                       | Vujnović-Petričevac       |                              |                    | |       |
| Forteresse de Zvečaj                                     | Rekavice                  |                              |                    | |       |
| Chapelle Saint-Roch de Ćelanovac                         | Ćelanovac-Motike          |                              |                    | |       |
| Église de la Visitation-de-la-Vierge-Marie de Banja Luka | Banja Luka                |                              |                    | Église catholique |       |
| Église Saint-Vit de Barlovci                             | Barlovci                  |                              |                    | |       |